# スタティック&ベン・エル
スタティック＆ベン・エル・タヴォリ（英語: Static & Ben El Tavori）は、Liraz Russo（スタティック）とベン・エル・タヴォリの二人によるイスラエルのポップデュオ。Yarden Peleg（ジョルディ）がプロデューサーを務める。

## メンバー

### スタティック
Liraz Russo（ヘブライ語: לירז רוסו; 1990年12月8日 - ）ことスタティック（英語: Static）は生後4か月でイスラエル人カップルに養子として引き取られる。生まれの国は不明だがラテンアメリカの可能性が高いと述べる。3歳でピアノを習い始め、後にギターを習う。15歳の時にハイファのバンドと地元のフェスなどで演奏を始める。徴兵制度によりイスラエル国防軍のイスラエル航空宇宙軍に入ったが、健康上の理由で早期退役した。その後音楽プロデューサーのOmri Segalと仕事を始め、音楽業界への入り口となった。ニックネームのスタティックは子供の頃に友人がつけた名前である。2015年にDJ Gal Malkaと共にリリースし、その年イスラエルで最も成功した曲である「Ba La Lirkod」がきっかけで一躍人気となった。

### ベン・エル・タヴォリ

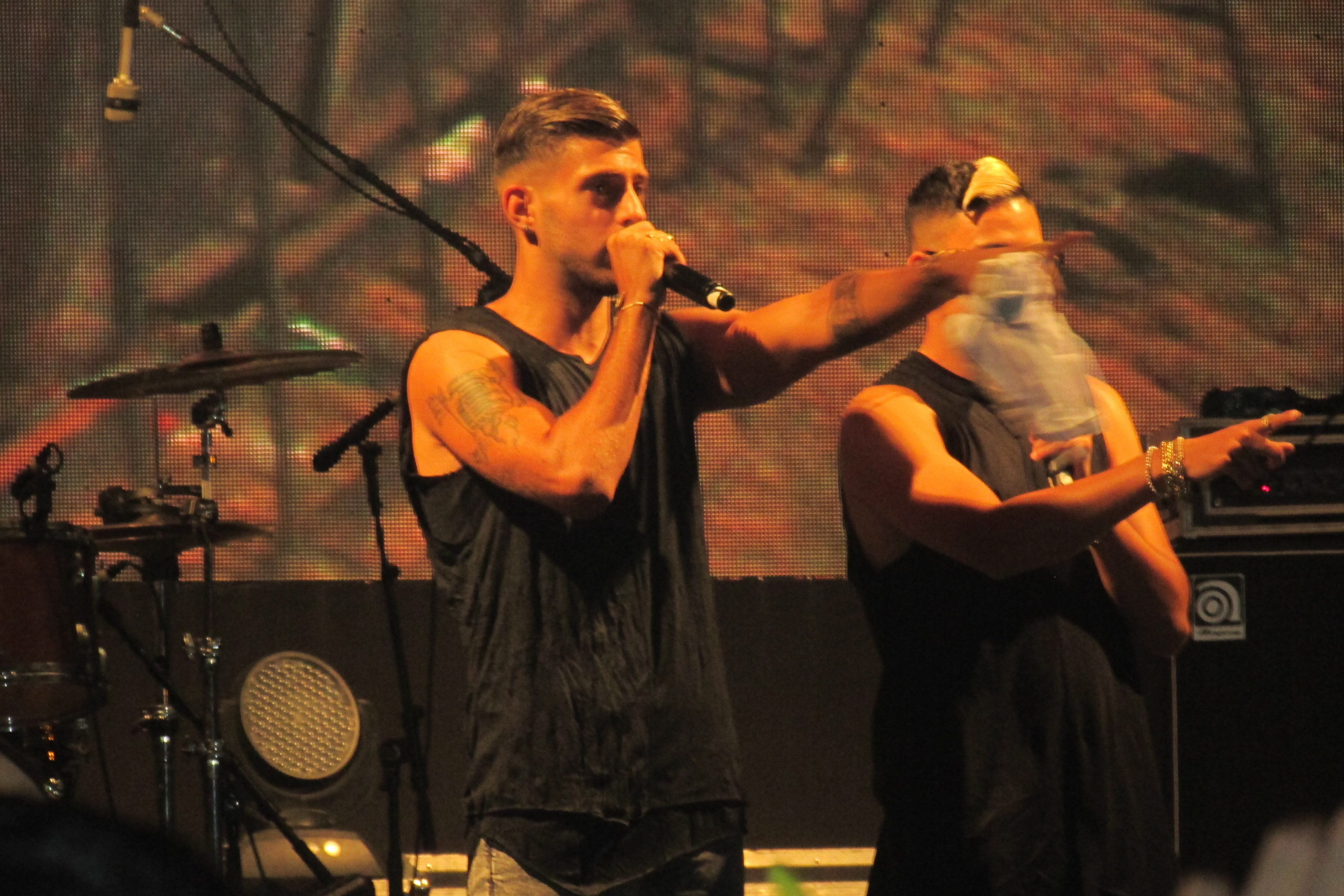
ベン・エル・タヴォリ

ベン・エル・タヴォリ（英語: Ben El Tavori; 1991年12月22日 - ）はイスラエルの歌手であるShimi TavoriとモデルのAviva Azulaiの息子。16歳の時にオーディション番組「Kokhav Nolad」に兄と応募をするが、兄だけが採用された。イスラエル航空宇宙軍で徴兵制度を完了。2011年3月にデビューアルバムをリリース。スタティックとジョルディとの曲「＃Dubigal」がきっかけで一躍人気となった。

### ジョルディ
Yarden Peleg（ヘブライ語: ירדן פלג; 1987年1月20日 - ）ことジョルディ（Jordi）はキルヤト・モツキンで生まれた。父はラジオ放送局に務め、子供の頃には父の職場に何度も同行していた。12歳の時に作曲を始め、17歳で高校を中退し、初めての曲を制作する。18歳の時に自宅にホームスタジオを作った。2013年にスタジオを開き独立したプロデューサーになる。当時スタティックをフィーチャーしていた曲の制作を通してスタティックと出会う。

## 概要
2015年、Ron Nesherのシングル「＃DubiGal」でスタティック、Tavori、ジョルディはコラボレーションを果たす。それからスタティックとベン・エルは共に曲を作るようになり、ジョルディは二人のプロデューサーとして加わる。スタティック & ベン・エルのシングルはすべてミュージックビデオが制作され、どれもYouTube上で1000万再生を超える。彼らのファーストシングル「Barbie」は11月にリリース。3か月後にはセカンドシングル「Kvish Hachof」をリリース。
2016年6月に3曲目の「Silsulim」をリリースし、2016年のReshet Gimmelの年間ヘブライソングチャートで「ソング・オブ・ザ・イヤー」を受賞。同年Galgalatzチャートでは、「ブレイクスルー・オブ・ザ・イヤー」と「ピープル・オブ・ザ・イヤー」を受賞。9月には4曲目の「Stam」をリリース。
2017年1月、1950年代をテーマとしたミュージックビデオと共に5枚目のシングル「Zahav」をリリース。
2017年6月、ブラジルをテーマとした曲「Tudo Bom」をリリース。この曲はイスラエルでヒットし、ブラジルからも注目を集めた。二人はイスラエルのブラジル大使と会うためブラジル大使館に招かれた。イスラエルの曲でYouTube再生回数が一番多い動画の記録を一日で破った。
2017年10月、「Hakol Letova」をリリース。
2018年、Liora Yitzhakをフィーチャーする曲「Namaste」をリリース。
2018年3月、キャピトル・レコードと7枚のインターナショナルアルバムを英語で制作する10年契約をサイン。主な活動はイスラエルのままである。
2018年5月、「Kawaii」をリリース。8月には「Gumigam」をリリース。
2018年11月に初の英語曲「Broke Ass Millionare」をリリースし、その後「Tudo Bom」の英語バージョンをJバルヴィンとのコラボでリリース。
2019年1月15日、Eden Ben ZakenとStephane Legarとのコラボ曲「Yasu」をリリース。6月にはMarvin Caseyとのコラボ曲「Bananot」をリリースし、10月には「Imale」をリリース。

## ディスコグラフィ

### シングル
| タイトル                                                   | ヘブライ  | 年   | チャート順位 | チャート順位  | チャート順位 |
| タイトル                                                   | ヘブライ  | 年   | Galgalatz    | Reshet Gimmel | Media Forest |
| ---------------------------------------------------------- | --------- | ---- | ------------ | ------------- | ------------ |
| 「#DubiGal」 (Ron Nesher featuring Static & Ben El Tavori) | #דוביגל   | 2015 | -            | -             | -            |
| 「Barbie」                                                 | ברבי      | 2015 | 9            | -             | -            |
| 「Kvish Hachof」                                           | כביש החוף | 2016 | -            | -             | -            |
| 「Silsulim」                                               | סלסולים   | 2016 | 4            | 1             | -            |
| 「Stam」                                                   | סתם       | 2016 | 15           | 19            | -            |
| 「Zahav」                                                  | זהב       | 2017 | 7            | 8             | -            |
| 「Tudo Bom」                                               | טודו בום  | 2017 | 3            | 4             | 1            |
| 「Hakol Letova」                                           | הכל לטובה | 2017 | -            | -             | -            |
| 「Namaste」                                                | נמסטה     | 2018 | 2            | -             | 1            |
| 「Kawaii」                                                 | קאוואי    | 2018 | 6            | -             | 2            |
| 「Gumigam」                                                | גומיגם    | 2018 | 2            | -             | 1            |
| 「Broke Ass Millionaire」                                  |           | 2018 | -            | -             | -            |
| 「Yassu」 (with Eden Ben Zaken and Stephane Legar)         | יאסו      | 2019 | 1            | -             | 1            |
| 「Tudo Bom」 (with J Balvin)                               |           | 2019 | -            | -             | -            |
| 「Bananot」                                                | בננות     | 2019 | 8            | -             | 1            |
| 「Imale」                                                  | אמאלה     | 2019 | 6            | -             | 1            |
| 「Further Up (Na, Na, Na, Na, Na)」 (featuring Pitbull)    |           | 2020 | -            | -             | -            |